# Zanaka
Zanaka è il primo album in studio della cantautrice francese Jain, pubblicato il 6 novembre 2015.

## Tracce
Testi e musiche di Jeanne Louise Galice, eccetto dove indicato.
1. Come – 2:42
2. Heads Up – 3:31
3. Mr Johnson – 3:03
4. Lil Mama – 2:38 (Sean Roberts, Donovan Bennett, Jeanne Louise Galice)
5. Hope – 3:14
6. All My Days – 3:47
7. Hob – 2:25
8. Makeba – 4:09
9. You Can Blame Me – 3:45
10. So Peaceful – 3:59

Tracce bonus nell'edizione deluxe
1. City – 3:16
2. Son of a Sun – 3:31
3. Dynabeat – 2:52
4. Come (Extended Version) – 4:47
5. Come (Femi Kuti Remix) – 2:48
6. Makeba (Dirty Ridin' Remix) – 4:03

## Formazione
Musicisti
- Jain – voce, programmazione (tracce 1-3, 5-8), chitarra (tracce 6 e 7), tastiera (tracce 3, 5, 8, 12 e 13)
- Maxim Nucci – basso (tracce 1-3, 5, 7, 8, 10-12), chitarra e tastiera (tracce 1, 2, 7, 9-11)
- Donovan Bennett – chitarra, basso e tastiera (traccia 4)
- Stéphane Montigny – trombone (tracce 1-3, 5, 8-10)
- Sly & Robbie – basso e batteria (traccia 9)

Produzione
- Jain – produzione (traccia 13)
- Maxim Nucci – produzione, registrazione, ingegneria del suono e missaggio (tracce 1-12, 14-16)
- Donovan Bennett – produzione, registrazione, ingegneria del suono e missaggio (traccia 4)
- Matthew Desrameaux – missaggio (traccia 4)

## Classifiche
| Classifica (2015-23) | Posizione massima |
| -------------------- | ----------------- |
| Belgio (Fiandre)     | 95                |
| Belgio (Vallonia)    | 4                 |
| Canada               | 51                |
| Francia              | 5                 |
| Italia               | 74                |
| Lituania             | 98                |
| Spagna               | 68                |
| Svizzera             | 17                |